# Ферма (сільське господарство)
Ферма, також фермерське господарство, або садиба (включає присадибну ділянку), фермерський будинок — це житло та господарські приміщення сільськогосподарської компанії. Часто під фермою розуміють все господарство фермера, включаючи дім, двір, пасовище, ріллю, стайні та комори.

## Загальне
Оскільки господарство (тобто, ферма), яке було частиною первісного виробництва, існувало вже в давнину, розвинулися різні форми фермерства.
В переважній більшості країн общинне використання земель поступилося місцем селянському (фермерському) землекористуванню, в основі якого лежить приватне (сімейне) володіння землею.
У СРСР внаслідок насильницького поширення колгоспів, починаючи з 1930-х років, приватне підприємництво (в тому числі і фермерську діяльність) було придушено. Великі тваринницькі ферми були в колгоспній власності, де тримали від декількох десятків до декількох тисяч голів великої рогатої худоби. Ведення присадибного господарства у селах і на хуторах було дозволене (хоч і з деякими обмеженнями) за умови задоволення споживчих потреб колгоспника та відсутності комерційного інтересу. Оскільки ферма в радянські часи визначалась як «приватне капіталістичне сільськогосподарське підприємство на власній або орендованій землі».
В Україні та Росії сімейні господарства в аграрному секторі називалися селянськими. Тому, напевно, не випадково в чинному законодавстві України спочатку «селянськими (фермерськими) господарствами» називалися ті селянські господарства, які мали статус юридичної особи, а в пізнішій редакції Закону вони були названі виключно «фермерськими». У той же час, може бути обгрунтованою точка зору, що терміни «фермер» і «селянин» мають різні значення. Перший є більш загальним, описує людину, яка працює в сільському господарстві, і термін не фокусується на відносинах власності та господарювання (управління). Селянином може бути кріпак, вільний землероб, колгоспник, працівник радгоспу або найманий працівник. Коли йдеться про селянське господарство, мається на увазі селянин, який є його власником. У «Словнику іншомовних слів» 1987 року термін «фермер» означає «власник сільськогосподарського підприємства, ферми». Якщо говорити про «господарство» як про економічно самостійну виробничу одиницю в ринковій економіці, то фермерські господарства і селянські господарства в цьому аспекті не відрізняються.
Як вид сільськогосподарської діяльності фермерське господарство в Україні почало розвиватися з 2-ї половини 1990-х років з частковим введенням приватної власності на землю.

### Ферма

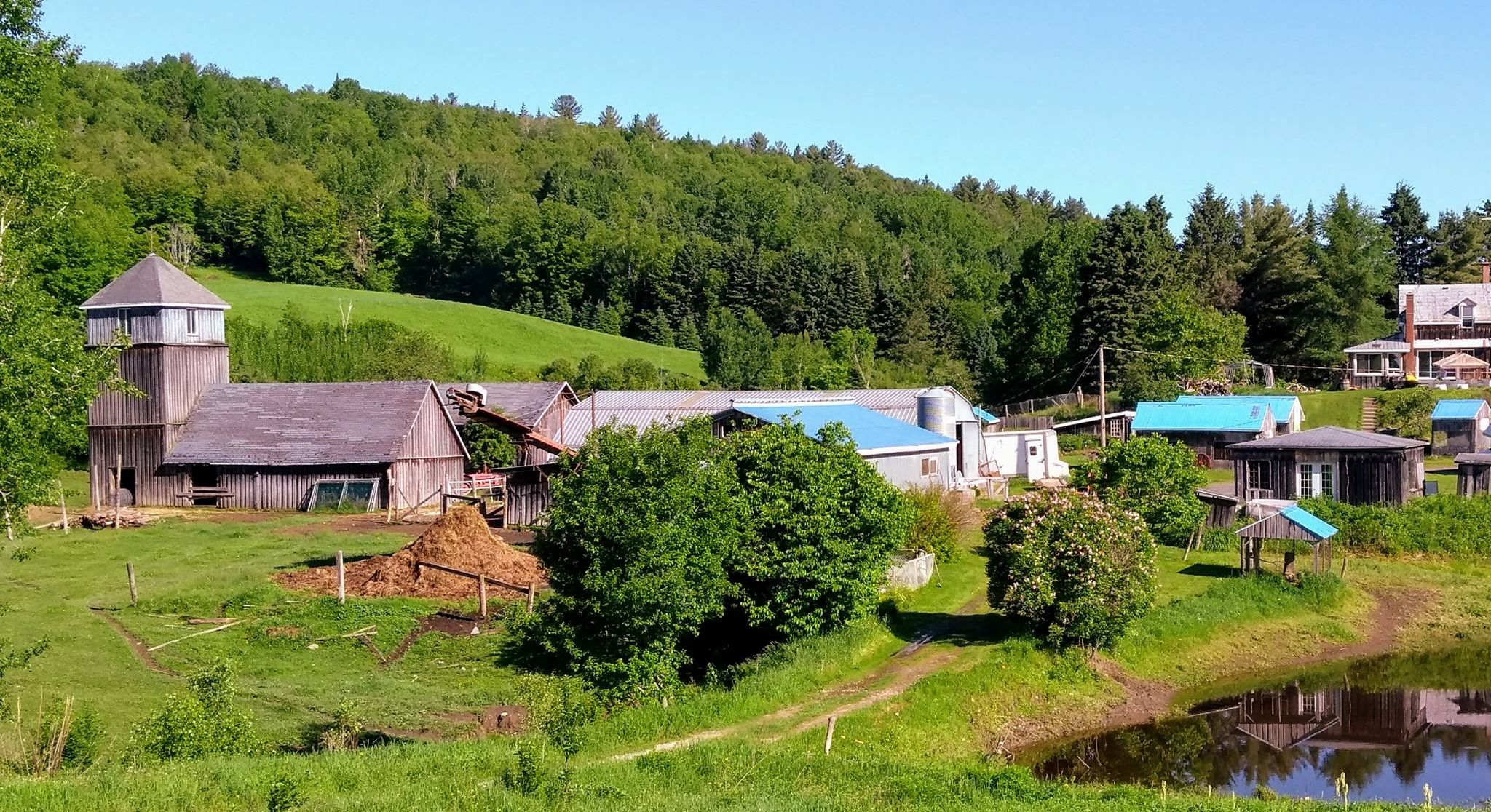
Ферма без промислового виробництва, для самозабезпечення.

В оригіналі англійською мовою слово «ферма» означає будь-яку сільськогосподарську операцію, незалежно від статусу оператора, власника чи орендаря. У Сполучених Штатах термін «ферма» є синонімом усіх видів сільськогосподарської власності — будь-якого аграрного суб'єкта, будь-якого аграрного формування, незалежно від їх організаційно-правової форми, — і є узагальненим поняттям, котре охоплює «сімейні ферми», «партнерства», «корпорації» (сімейного і несімейного типу), «сільськогосподарські виробничі кооперативи» та решту сільськогосподарських структур.
У Сполучених Штатах та інших країнах переважна більшість фермерських господарств є сімейними фермами.
У німецькомовних країнах фермами називають лише окремі тваринницькі господарства («Hühnerfarm»), які суттєво відрізняються від традиційних фермерських структур; промислово орієнтовані об'єкти називаються лише тваринницькими або сільськогосподарськими підприємствами. В німецькій мові ринково орієнтовані фермерські господарства за межами Європи також переважно називають фермами, незалежно від їх розміру та структури власності. У багатьох англомовних країнах великі фермерські господарства з екстенсивним тваринництвом називають ранчо.

## Побудова визначення. Економічна концепція фермерського господарства

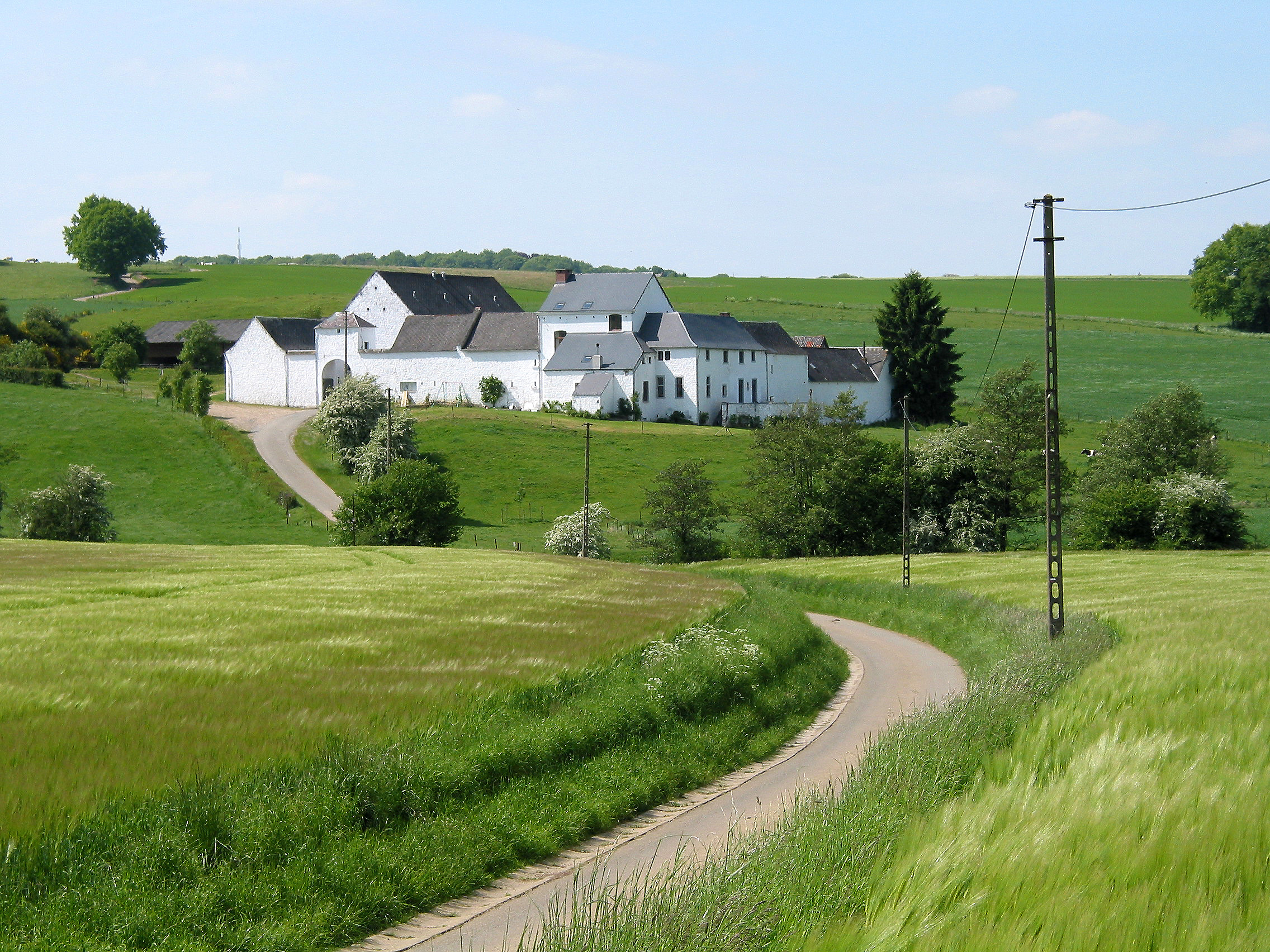
Бельгійська ферма

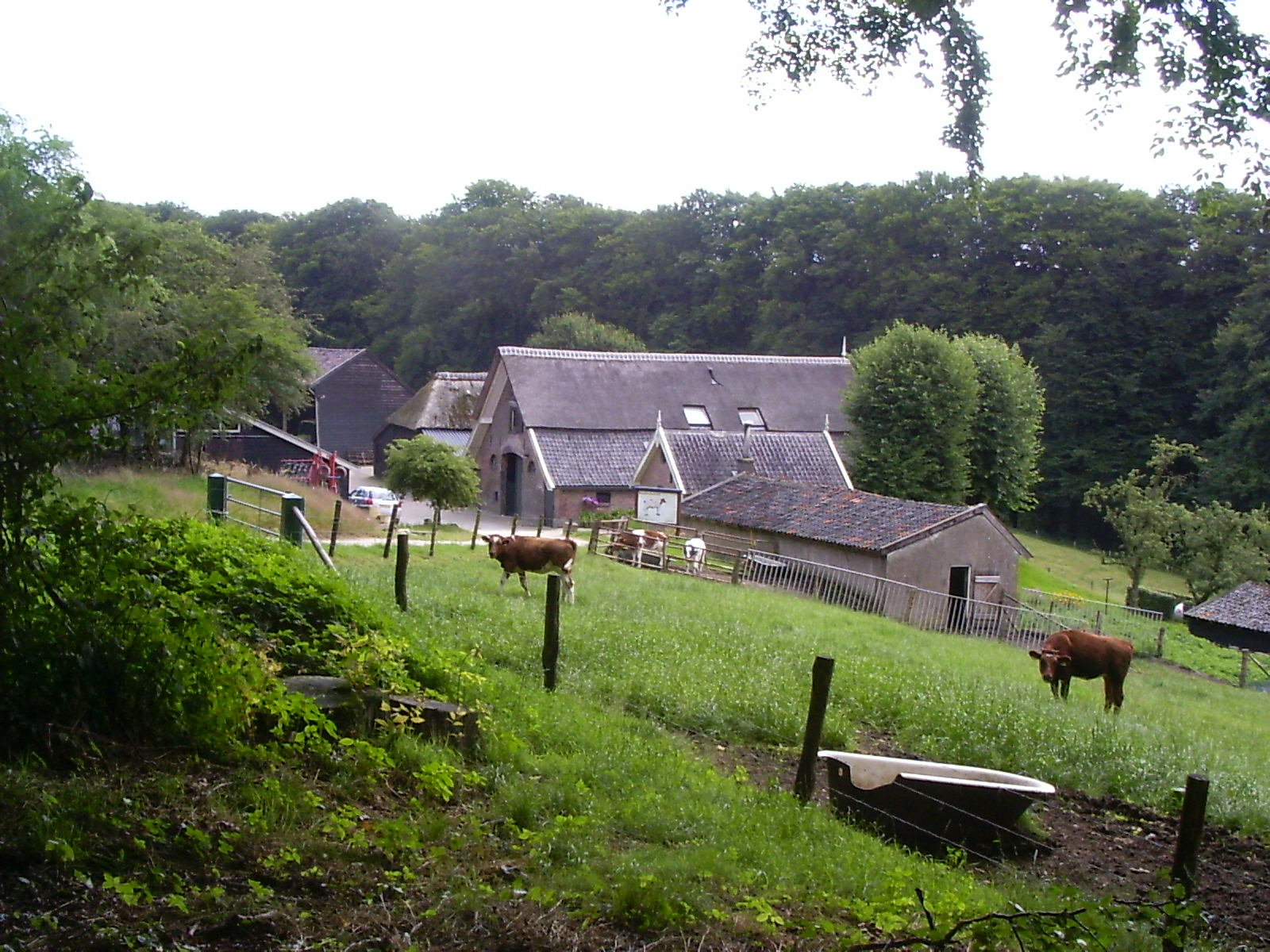
Фермерський будинок у Нідерландах, побудований близько 1858 року.

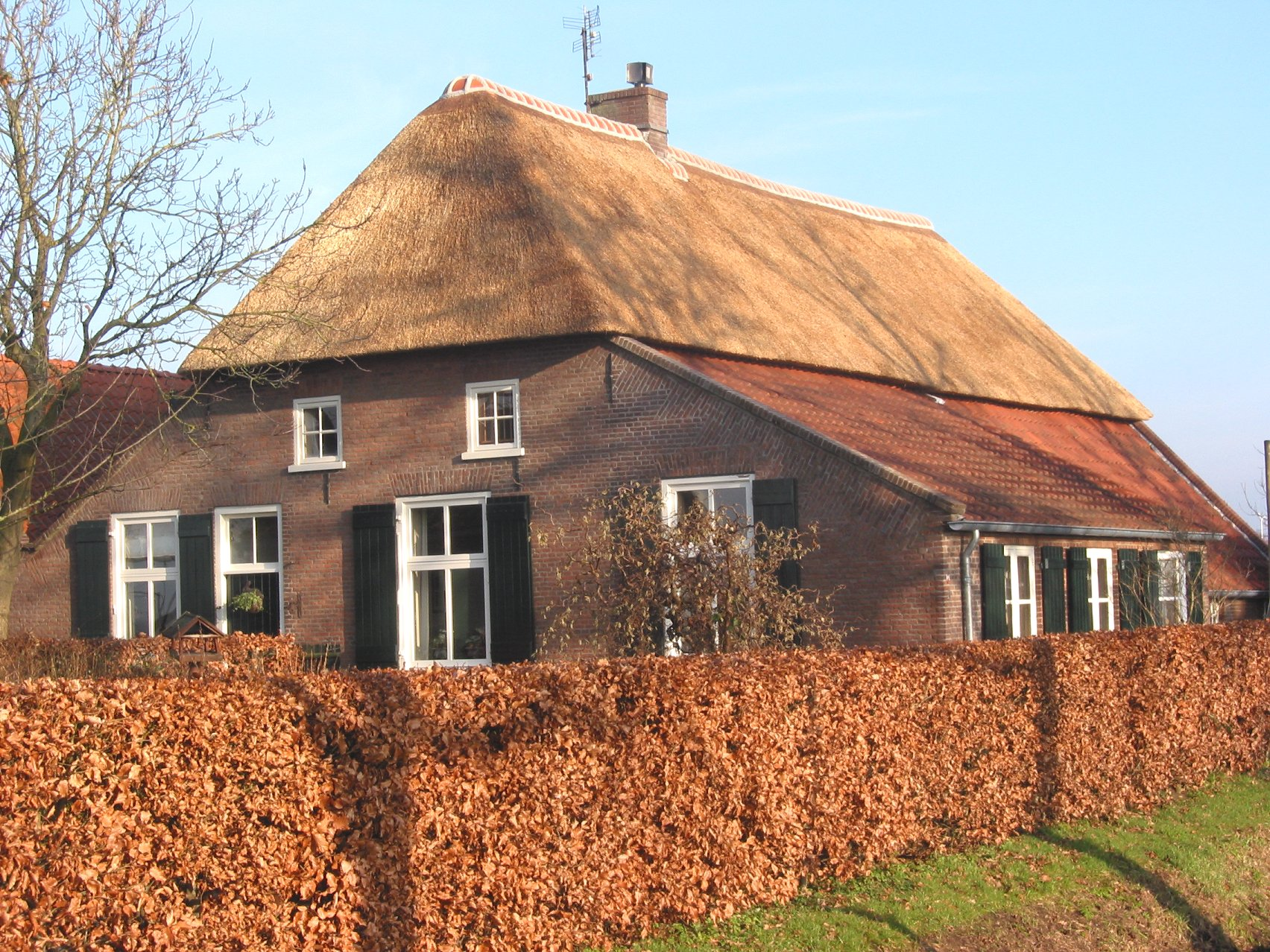
Традиційний голландський фермарський будинок.

Ферма — це окрема виробнича одиниця в сільському господарстві.
У науковій літературі існує декілька критеріїв ідентифікації фермерського господарства, які визначаються за допомогою наступних інтерпретацій:
- — власником ферми є одна особа або сім'я (як один власник);
- — управління та виробництво в основному здійснюється фермером та його сім'єю;
- — тісна інтеграція між домашнім господарством та бізнесом;
- — функція контролю належить фермеру.

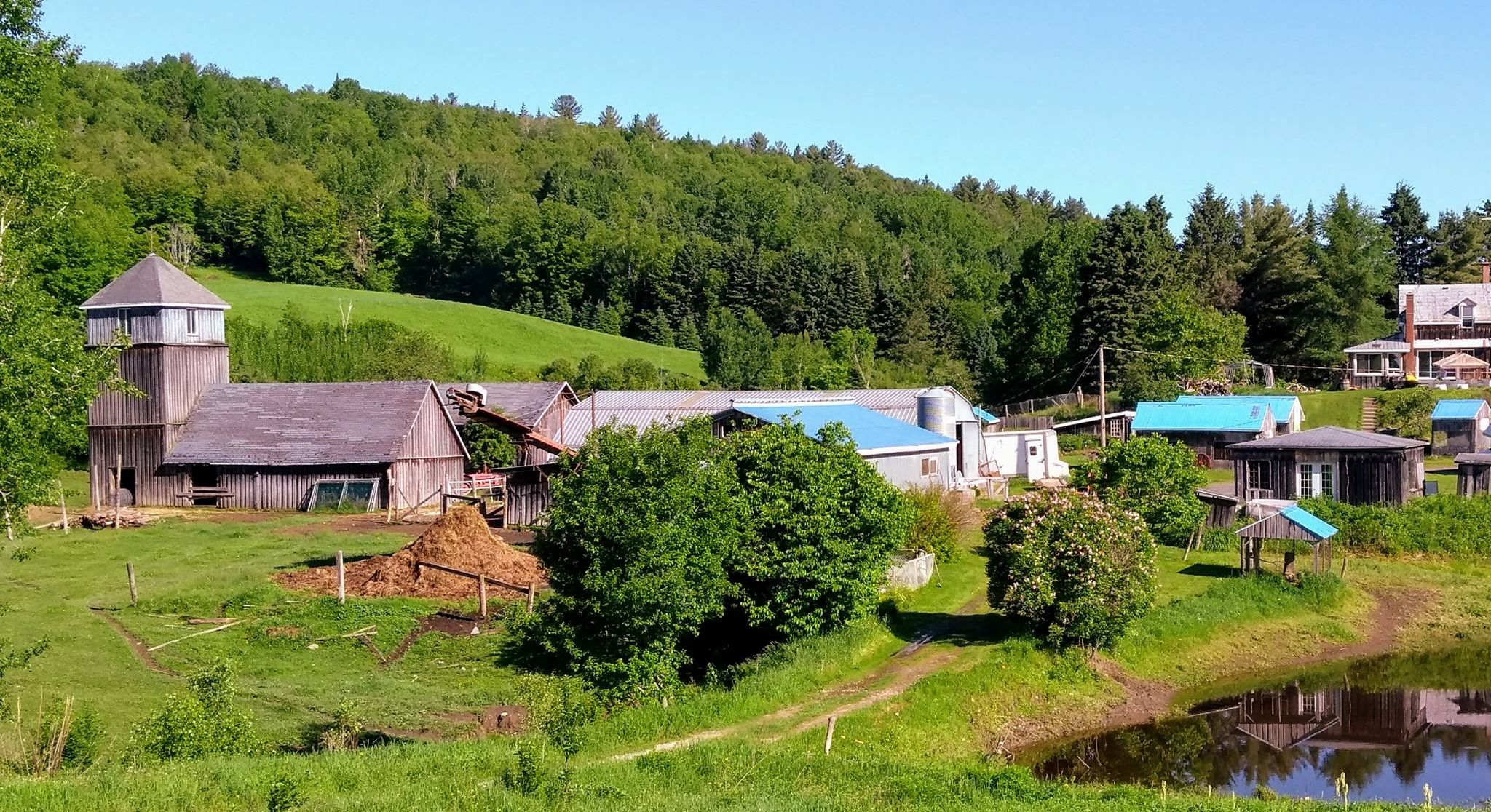
Ферма без промислового виробництва, для самозабезпечення.

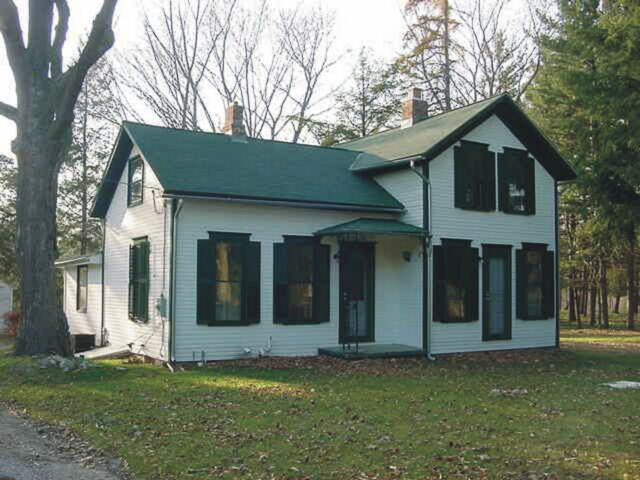
Ферма Річарда Вона — американська ферма в окрузі Каяхога, штат Огайо, занесена до Національного реєстру історичних місць.

Розподіл за розміром привертає найбільшу увагу дослідників в класифікації фермерських господарств. Щодо розмірів господарств, то вчені посилаються на таких представників, як О. В. Чаянов, М. І. Туган-Барановський порівнюючи «великі капіталістичні підприємства» з «дрібними селянськими», «крупнокапіталістичне господарство» з «дрібним трудовим селянським господарством», доводять, що на користь саме «трудового дрібного господарства» вказує й досвід Бельгії, Нідерландів, Франції.

### Фермерське господарство відповідно до законодавчого поля України
Фермерське господарство — форма підприємництва громадян з метою виробництва, переробки та реалізації товарної сільськогосподарської продукції. Господарство фермерське (farm business) — форма підприємницької діяльності громадян, які виявили бажання виробляти товарну сільськогосподарську продукцію, займаються її переробкою та реалізацією з метою отримання прибутку на земельних ділянках, наданих їм для ведення фермерського господарства.

### Основні принципи діяльності

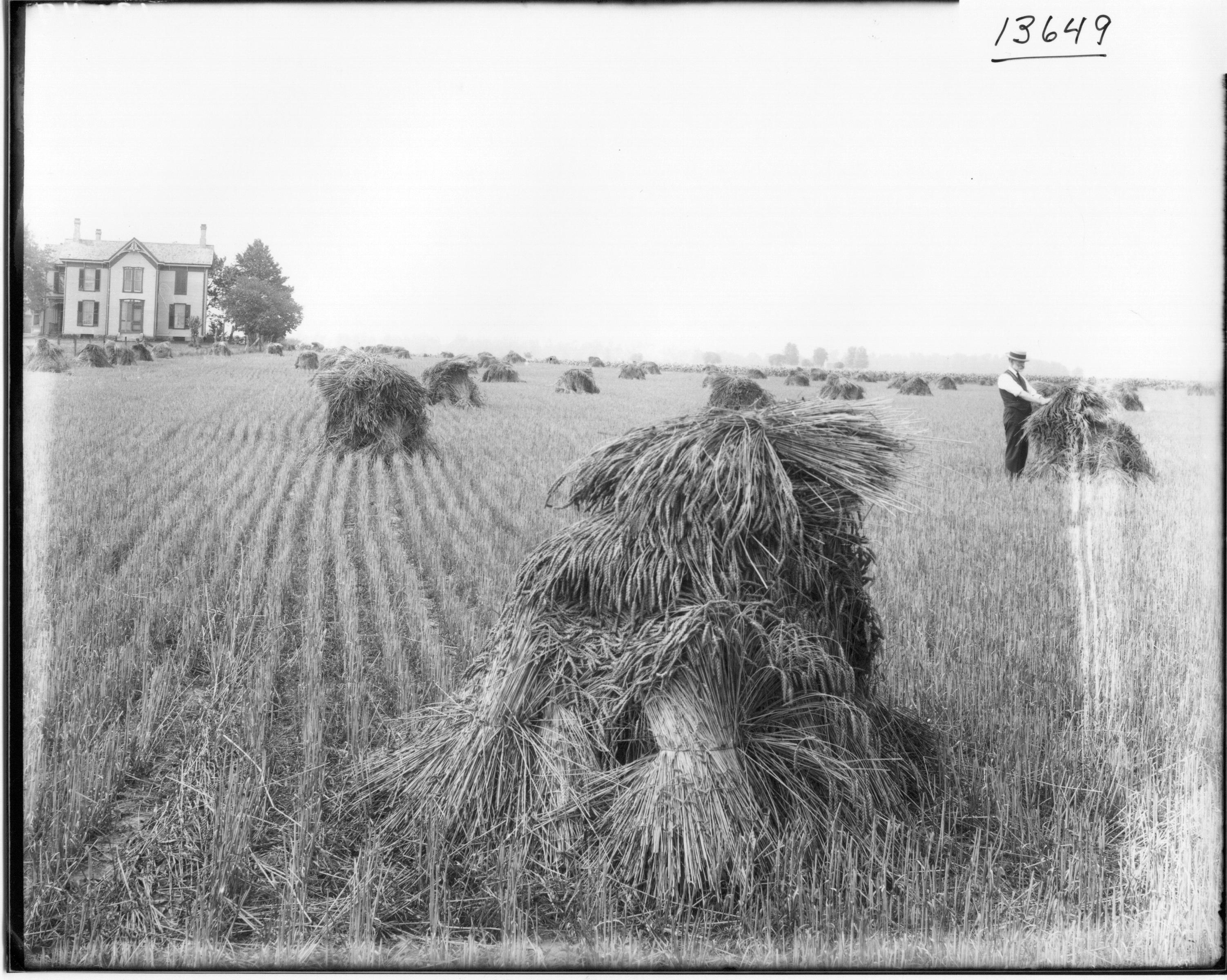
Ферма в Оксфорді, штат Огайо, 1914 рік

Фермерська діяльність як вид підприємництва здійснюється за такими принципами:
- вільний вибір діяльності;
- залучення на добровільних засадах до здійснення фермерської діяльності майна та коштів юридичних осіб та громадян, у тому числі на умовах оренди;
- повна самостійність у формуванні програми діяльності, виборі постачальників ресурсів і споживачів вироблюваної продукції, встановлення цін відповідно до чинного законодавства;
- вільне наймання працівників;
- залучення матеріально-технічних, фінансових, трудових, природних та інших видів ресурсів, використання яких не заборонене або не обмежене законодавством;
- вільне розпорядження прибутком (доходом), що залишається після внесення платежів, установлених законодавством;
- самостійне здійснення фермерським господарством зовнішньоекономічної діяльності, використання ним належної йому частки валютної виручки на свій розсуд;
- майнова та інша відповідальність за результати господарської діяльності.

Згідно з чинним законодавством фермерське господарство є формою підприємницької діяльності громадян із створенням юридичної особи, які виявили бажання виробляти товарну сільськогосподарську продукцію, займатися її переробкою та реалізацією з метою отримання прибутку на земельних ділянках, наданих їм для ведення фермерського господарства.

### Створення фермерського господарства
Відповідно до Закону України «Про фермерське господарство», фермерські господарства можуть створюватись однією або декількома особами, зі статусом і без статусу юридичної особи.
Якщо фермерське господарство створюється як юридична особа, її установчим документом є статут. Для фермерських господарств без статусу юридичної особи, що створюються однією особою, установчим документом є декларація про створення сімейного фермерського господарства. Фермерські господарства без статусу юридичної особи, створювані кількома особами, за установчий документ мають договір про створення сімейного фермерського господарства.
ЗУ «Про фермерське господарство» містить вимоги щодо змісту установчих документів фермерського господарства. Окрім того, типова форма договору (декларації) про створення сімейного фермерського господарства має бути затверджена Міністерством аграрної політики та продовольства України.